# ゴードン・ラングフォード
ゴードン・ラングフォード（Gordon Langford, 1930年5月11日 - 2017年4月18日）は、イングランドの作曲家、編曲家、演奏家。英国式ブラスバンドのための作品や編曲でよく知られている。また合唱や管弦楽、劇場音楽や映画音楽の分野でも活動した。「ゴードン・ラングフォード」は筆名であり、本名はゴードン・マリス・コールマン（Gordon Maris Colman）。

## 生涯
ミドルセックスのエッジウェアに生まれる。父親は精密工具の製造（precision toolmaker）を職にしていた。早熟なラングフォードは5歳でピアノの練習を始め、9歳には作曲した作品が公に演奏された。ベッドフォード・モダン・スクールに進み、王立音楽アカデミーの奨学金を得てノーマン・デマスにピアノと作曲を師事する。姓に筆名を使うことを提案したのはデマスで、それに従って彼はゴードン・コールマン・ラングフォード（Gordon Colman Langford）に改名する。
1951年、王立砲兵隊バンドの隊員として従軍中に、ラングフォードはソロピアニストとしてBBCの放送にデビューする。除隊後はリゾート地のオーケストラ（seaside orchestras）やジャズバンド、旅回りの歌劇団で、また船上での演奏で活動したが、1960年代には『ミュージック・イン・ジ・エア』（Music in the Air）、『メロディ・アラウンド・ザ・ワールド』（Melody around the World）、またロニー・バーカー司会の『ラインズ・フロム・マイ・グランドファーザーズ・フォアヘッド』 (Lines From My Grandfather's Forehead) といったBBCの番組を通して、ピアニスト、編曲家、作曲家として名前が知られるようになった。のちにラングフォードはイースト・デヴォンに定住し作曲に集中したが、録音や演奏会、放送に時折登場した。
2011年、王立音楽アカデミーの理事会によってアカデミーのフェローにノミネートされる。2017年4月18日に死去。

## 作品
1971年に、「カラー組曲」("Colour Suite")からの行進曲でアイヴァー・ノヴェロ賞の "Best Light Music Composition" を受賞している。ラングフォードが最もよく知られているのは恐らく英国式ブラスバンドの作曲家・編曲家として、その名前を冠した一連のCDにおいてである。特に、コンテストの課題曲として書かれた「シンフォニエッタ」（1975）や"Facets of Glass"（1984）、またトロンボーンのための「狂詩曲」（1975）やフィリップ・ジョーンズ・ブラス・アンサンブルの結成30周年を記念して書かれた金管十重奏のための「ロンドンの小景」("London Miniatures", 1985)が有名である。他にもラングフォードは、クラシック音楽の名曲や映画音楽など他の作曲家の作品のブラスバンドへの編曲も行った。
ラングフォードの経歴はBBCとの強い結び付きを持っている。彼の作品や編曲のいくつかは1960年代から1970年代にかけてテストカード (Test Card) の音楽に使われ、同時に "Friday Night is Music Night" をはじめとする大量の番組のために作編曲を行い、ロイヤル・アルバート・ホールで催される "Light Music Festivals" のプログラム選定にも関わる。2003年には管弦楽のためのオリジナル作品を集めたCDがラモン・ガンバ指揮のBBCコンサート・オーケストラの演奏で発売された。
1970年代には、キングズ・シンガーズのために多くの編曲を行う。"The Crooked Mile" や "Sherlock Holmes" など劇場のための音楽でも知られているほか、ハリウッド映画でのオーケストレーターとしても活動し、『レイダース/失われたアーク《聖櫃》』や『スーパーマンII』、『大列車強盗』、『スター・ウォーズ エピソード6/ジェダイの帰還』、『オズ』といった作品に名前を残している。
1974年にラングフォードは、"The Amazing Music of the Electronic ARP Synthesizer" と題されたデモレコードを発表している。これにはラングフォード自身の作品と、新開発の製品であったアープ社のシンセサイザーによる編曲作品が収録されており、「イエロー・サブマリン」、「雨にぬれても」、「軽騎兵」序曲、ヴォルフガング・アマデウス・モーツァルトの交響曲第40番などが含まれる。